# Microregione di Mogi das Cruzes
Mogi das Cruzes è una microregione dello Stato di San Paolo in Brasile, appartenente alla mesoregione Metropolitana de São Paulo.

## Comuni
Comprende 8 comuni:
- Biritiba-Mirim
- Ferraz de Vasconcelos
- Guararema
- Itaquaquecetuba
- Mogi das Cruzes
- Poá
- Salesópolis
- Suzano